# Alekszandr Tyimofejevics Akszinyin
Alekszandr Tyimofejevics Akszinyin, oroszul: Александр Тимофеевич Аксинин (Leningrád, 1954. november 4. – 2020. július 28.) olimpiai bajnok szovjet-orosz atléta, rövidtávfutó.

## Pályafutása
A Dinamo Leningrád versenyzője volt. Az 1972-es budapesti Ifjúsági Barátság Versenyen hatodik helyezést szerzett 100, harmadikat 200 méteren. 1975 elején kétszer is 6,4 másodpercet ért el 60 méteren fedett pályán, ami a nem hivatalos világcsúcs beállítása volt. Az 1975-ös fedett pályás atlétikai Európa-bajnokságon második volt 60 méteren. Az 1976-os montréali olimpián három versenyszámban indult. 100 m és 200 m síkfutásban nem jutott a döntőbe. A 4 × 100 m váltó tagjaként bronzérmet szerzett társaival: Nyikolaj Kolesznyikovval, Juris Silovs-szal és Valerij Borzovval. Az 1978-as fedett pályás atlétikai Európa-bajnokságon harmadik lett 60 méteren. Az 1980-as moszkvai olimpián két versenyszámban indult. 100 m a negyedik helyen végzett, majd a 4 × 100 m váltóval olimpiai bajnok lett. Társai Vlagyimir Muravjov, Nyikolaj Szidorov és Andrej Prokofjev voltak. Pályafutását az 1982-es athéni Európa-bajnokságon fejezte be, ahol Európa-bajnok lett a 4 × 100 m váltóval (Szergej Szokolov, Andrej Prokofjev, Nyikolaj Szidorov).

## Sikerei, díjai
- Olimpiai játékok – 4 × 100 m váltó
  - aranyérmes: 1980, Moszkva
  - bronzérmes: 1976, Montréal
- Európa-bajnokság – 4 × 100 m váltó
  - aranyérmes: 1982, Athén
- Szovjet bajnokság
  - ezüstérmes: 1976 (200 m),[7] 1977 (100 m),[8] 1978 (100 m)[9]
  - bronzérmes: 1976 (100 m)
- Szovjet fedett pályás bajnokság
  - ezüstérmes: 1978 (60 m)[10]
  - bronzérmes: 1976 (60 m)[11]